# Liste der Monuments historiques in Martigny-les-Bains
Die Liste der Monuments historiques in Martigny-les-Bains führt die Monuments historiques in der französischen Gemeinde Martigny-les-Bains auf.

## Liste der Immobilien
| Bezeichnung    | Beschreibung                                                     | Standort                        | Kennzeichnung | Schutzstatus   | Datum     | Bild |
| -------------- | ---------------------------------------------------------------- | ------------------------------- | ------------- | -------------- | --------- | ---- |
| Kirche St-Rémy | ab dem 13. Jahrhundert                                           | Rue Alexandre Chapier (Lage)    | PA00107196    | Inscrit        | 1926      |      |
| Kuranlagen     | Kurpark mit Quellenhaus von 1882, Wandelhalle und drei Pavillons | 22 rue Alexandre Chapier (Lage) | PA00107197    | Inscrit Classé | 1987 1996 |      |

## Liste der Objekte
| Bezeichnung                        | Beschreibung | Standort                                | Kennzeichnung | Schutzstatus | Datum | Bild |
| ---------------------------------- | --- | --------------------------------------- | ------------- | ------------ | ----- | ---- |
| Skulptur Heiliger Nikolaus         | Holz, farbig gefasst, 18. Jahrhundert                                                                                  | in der Kirche St-Rémy (Lage)            | PM88000528    | Classé       | 1980  |      |
| Kruzifix                           | Holz, farbig gefasst, 16. oder 17. Jahrhundert; in der Kirche Notre-Dame de Galilée in Saint-Dié-des-Vosges aufbewahrt | in der Institution Saint-Clément (Lage) | PM88001559    | Inscrit      | 2010  |      |
| Skulptur Heiliger Remigius         | Holz, farbig gefasst, 18. Jahrhundert                                                                                  | in der Kirche St-Rémy (Lage)            | PM88000527    | Classé       | 1980  |      |
| Skulptur Paulus                    | Holz, farbig gefasst, 18. Jahrhundert                                                                                  | in der Kirche St-Rémy (Lage)            | PM88001557    | Inscrit      | 1980  |      |
| Skulptur Gekrönte Madonna mit Kind | Holz, farbig gefasst, 18. Jahrhundert                                                                                  | in der Kirche St-Rémy (Lage)            | PM88001558    | Inscrit      | 1980  |      |
| Wandvertäfelung                    | Holz, bemalt, 18. Jahrhundert                                                                                          | im Pfarrhaus (Lage)                     | PM88001556    | Inscrit      | 1980  |      |
| Skulptur Madonna mit Kind          | Holz, farbig gefasst, 18. Jahrhundert; in der Kirche Notre-Dame in Epinal aufbewahrt                                   | in der Institution Saint-Clément (Lage) | PM88001560    | Inscrit      | 2010  |      |